# アポストロス・ディアマンティス
アポストロス・ディアマンティス（Apostolos Diamantis (ギリシア語: Απόστολος Διαμαντής、2000年5月20日 - ）は、ギリシャ・セレス出身のプロサッカー選手。FCウニヴェルシタテア・クラヨーヴァ所属。ポジションは、ディフェンダー（センターバック）。